# Rince Cochon
Rince Cochon is een Frans bier van hoge gisting. Het wordt gebrouwen  door Brouwerij Haacht in opdracht van de Franse bierdistributeur Difcom uit Villeneuve-d'Ascq.

## Geschiedenis
Het bier werd tot 2006 onder de naam La Rince Cochon gebrouwen door Brasserie d’Annœullin te Annœullin in opdracht van de Franse bierdistributeur Artisans de la Bière te Champigny-sur-Marne. Het was een amberkleurig bier, type Bière de Garde met een alcoholpercentage van 6,4%. Na het faillissement van de bierdistributeur werd de merknaam overgenomen door Difcom. Het bier veranderde volledig van recept en werd vanaf 2008 in opdracht gebrouwen bij Brouwerij Huyghe te Melle en vervolgens vanaf 2010 bij Brouwerij Haacht. In 2012 kwam er een tweede variant bij, Rince Cochon Rouge, een fruitbier (met kriekensap). De bieren worden geëxporteerd onder meer naar de Verenigde Staten, waar het onder de naam Rince Cochon Cuvée Spéciale Sur Lie op de markt gebracht wordt.

## Varianten
- Rince Cochon (Cuvée Spéciale Sur Lie), een blond ietwat zoet bier met een alcoholpercentage van 8,5%. Het heeft een licht en moutig aroma met een toets van citrus.[3]
- Rince Cochon Rouge, een rood fruitbier met een alcoholpercentage van 7,5%.